# Salemförsamlingen, Rystad
Salemförsamlingen var en församling i Rystad, Linköpings kommun inom Helgelseförbundet. Helgelseförbundet uppgick 1997 i Evangeliska Frikyrkan.

## Administrativ historik
Verksamheten startade som en missionsförening 1892 och bildade först 1941 en egen församling. Församlingen gick samman hösten 2009 med Bankekind och Vårdsbergs frikyrkoförsamling och bildade Åkerbo frikyrkoförsamling.

## Församlingens kyrkor
- Salem, Rystad